# 浦肯野细胞
浦肯野细胞或譯浦金耶細胞，是位於小腦的神經元，具有抑制 GABAergic 的功能。 捷克解剖學家揚·埃萬傑利斯塔·普爾基涅（Jan Evangelista Purkyně）於1839年發現了此細胞，並將其命名為Purkinje cells。

## 構造
浦肯野細胞是人腦的神經元，其特點是外表具大量樹突。該細胞整齊排列於小腦的浦肯野層（Purkinje layer）。每個浦肯野細胞會與200,000多根平行纖維形成突觸。

## 詞源
浦肯野細胞以捷克科學家 Jan Evangelista Purkyně 的名字命名。